# Nan-sous-Thil
Nan-sous-Thil é uma comuna francesa na região administrativa da Borgonha-Franco-Condado, no departamento de Côte-d'Or. Estende-se por uma área de 10,93 km². Em 2010 a comuna tinha 187 habitantes (densidade: 17,1 hab./km²).